# Jarrie
Jarrie är en kommun i departementet Isère i regionen Auvergne-Rhône-Alpes i sydöstra Frankrike. Kommunen ligger i kantonen Vizille som tillhör arrondissementet Grenoble. År 2022 hade Jarrie 3 925 invånare.

## Befolkningsutveckling
Antalet invånare i kommunen Jarrie
Referens:INSEE